# Robert Amadou
Pour les articles homonymes, voir Amadou.
Œuvres principales
- Louis-Claude de Saint-Martin et le martinisme (1946)
- L'Occultisme (1950)
- La Parapsychologie (1954)
- La Télépathie (1958)

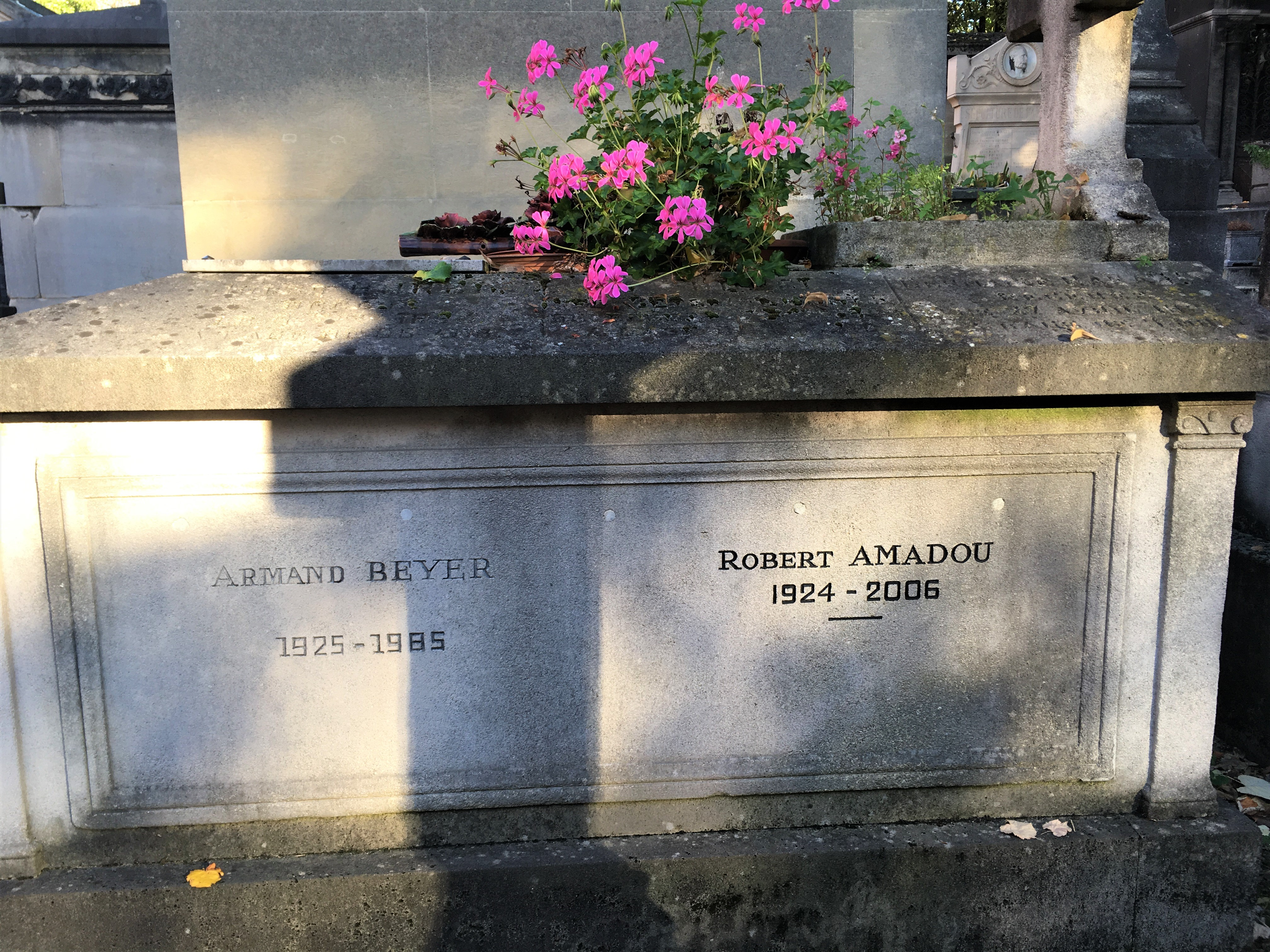
Vue de sa sépulture au cimetière du Père-Lachaise à Paris.

Robert Amadou, né à Bois-Colombes le 16 février 1924 et mort à Paris 14e le 14 mars 2006, est un écrivain français qui a joué un rôle important dans la diffusion de la parapsychologie en France et surtout dans l'étude de l'ésotérisme (franc-maçonnerie, martinisme, soufisme, etc.).

## Biographie
Adolescent, il se passionne pour l’astrologie, tout en suivant l’enseignement des Jésuites. Il fréquente Paul Le Cour (le fondateur de la revue Atlantis), Robert Ambelain (autodidacte, érudit, spécialiste en occultisme, archi-praticien expert de l'aveu même d'Amadou, qui le reconnaît comme son seul « Maître »), René Alleau et Eugène Canseliet (spécialistes d'alchimie)[réf. nécessaire].
Père de trois enfants, marié plusieurs fois, il fut le premier époux de l'écrivaine Françoise Mallet-Joris avec qui il a eu un enfant, Daniel. En 1957, il a épousé la Norvégienne Anne-Lise Nilsen (divorcé 1964), plus tard important professeur de français à l'université d'Oslo où leur fille Christine Amadou est professeur d’histoire des idées, et en 1968, il a épousé Katharine Christiansen en cinquièmes noces[réf. nécessaire].
Il est inhumé au cimetière du Père-Lachaise le 22 mars 2006, après la liturgie des défunts qui fut célébrée en l'église syriaque orthodoxe d'Antioche Sainte Marie Mère de Dieu de Montfermeil (93).[réf. nécessaire].

## Parapsychologie
Il est convié à l’Institut métapsychique international en 1951 pour donner une conférence sur le thème « Occultisme et métapsychique ». À partir de cette année-là, il collabore activement aux activités de l’IMI, en particulier à la Revue Métapsychique dont il devient le rédacteur en chef. Mais des divergences d’opinion vont bientôt le pousser à quitter l’Institut[réf. nécessaire]..
En 1954, il publie chez Denoël son livre La parapsychologie, un épais volume (370 pages) qui brosse l’histoire des recherches en parapsychologie en Amérique du Nord et présente au public français, entre autres travaux récents, les recherches du Laboratoire de Parapsychologie de Joseph Rhine, à la Duke University de Durham, en Caroline du Nord. Amadou définit alors la parapsychologie « au sens strict » et « au sens large » :
« Au sens large, la parapsychologie est la discipline qui s’efforce d’expliquer des phénomènes apparemment aberrants par rapport à la science, soit par la fraude, soit par l’illusion, soit par l’exercice d’une fonction psychologique “classique” ou nouvelle. Au sens strict, la parapsychologie est la mise en évidence et l’étude expérimentale des fonctions psychiques non encore incorporées dans le système de la psychologie scientifique, en vue de leur incorporation dans ce système, alors élargi et complété ».

## Martinisme et franc-maçonnerie
Robert Amadou fut — par ordre chronologique — membre de l'Église catholique syriaque (après 1937), Supérieur Inconnu-Initiateur et membre du Suprême Conseil de l’Ordre martiniste, avec le nom d'« Ignifer » (septembre 1942), franc-maçon du Rite Memphis-Misraïm (juin 1943, par Robert Ambelain), initié dans l’Ordre Kabbalistique de la Rose-Croix, (1944, par Robert Ambelain), Élu Cohen chez les martinézistes, évêque selon la tradition de l'Église Gnostique  Universelle de Jules Doinel (1944, par Henri Meslin), évêque de l'Église Catholique Gnostique de Jean Bricaud (28 janvier 1945, par Victor Blanchard), prêtre de l’Église syriaque orthodoxe (janvier 1945), membre d’une confrérie soufie, maître écossais à la Grande Loge nationale française Opéra (mars 1966), Grand Profès en 1969,, rectifié et affilié  en 1980 à la loge In Labore Virtus à  Zurich (Grande Loge suisse Alpina), reçu maître de Saint-André au Rite écossais rectifié en 1980, puis Chevalier bienfaisant de la Cité sainte avec le nom de « Eques ab Aegypto » en 1982 (Grand Prieuré  Indépendant d'Helvétie).
Il fit aussi partie du Groupe de Thèbes, avec Rémi Boyer, Triantaphyllos Kotzamanis, Gérard Kloppel, Jean-Pierre Giudicelli de Cressac Bachelerie, Massimo Introvigne, Christian Bouchet, Paolo Fogagnolo, Jean-Marie d’Ansembourg et d'autres.
À partir du début des années 1960, Robert Amadou abandonne le domaine de la parapsychologie pour se consacrer à des centres d’intérêt plus spirituels. Il s’intéresse à l’alchimie, au soufisme et publie des ouvrages sur ces divers aspects de l’ésotérisme[réf. nécessaire]. En 1955, il dirige la revue ésotérique La Tour Saint-Jacques.

## Universitaire
Il était titulaire de trois doctorats.
- Doctorat en théologie, vers 1945, avec une Thèse intitulée Recherches sur les Églises de langue syriaque et les Églises dérivées ;
- Doctorat en philosophie, en 1972, à Paris X, avec une thèse sur les mystiques du XVIIIe siècle : Louis-Claude de Saint-Martin et le martinisme ;
- Doctorat en ethnologie, en 1984, à Paris VII : Recherches sur l'histoire et réflexions sur la doctrine d'une société initiatique en Occident moderne (sur la franc-maçonnerie).

Depuis 1985 il était chargé de cours à l'Université Paris VII-Jussieu.

## Critiques
Son ambivalence entre d’une part la défense d’une parapsychologie exigeante et proprement scientifique, et d’autre part son parcours spirituel (on l’a dit « martiniste », il était aussi docteur en théologie), lui a été reprochée par quelques auteurs, notamment par Robert Imbert-Nergal dans son ouvrage Les sciences occultes ne sont pas des sciences (Éditions Rationalistes, 1959)[réf. nécessaire]

## Bibliothèque
Selon Serge Caillet la bibliothèque de Robert et Catherine Amadou, de  plus de 5000 ouvrages, de très nombreux documents d’archives, de manuscrits et d’imprimés aurait fait l'objet d'un vol.
Dans une lettre publique datée du 7 juillet 2013 Jean François Var confirme le vol avec ces propos :
« Puis vint un moment où les ressources d’Henri M. se trouvèrent drastiquement amputées du fait de circonstances qu’il n’y a pas lieu de conter ici, et il se trouva en peine d’acquitter le loyer du stockage…
La tentation lui vint alors, et il ne sut hélas pas y résister, de commencer à se rembourser de ses débours, qui se montaient en gros, déménagements et loyers inclus, à plus de 50 000 €. Il commit alors une double faute : ce qu’il faut bien qualifier de vol, et aussi, par une fierté mal placée, de ne s’être pas ouvert à ses amis intimes de cette situation à laquelle ils auraient pu l’aider à trouver des solutions[réf. nécessaire]
En date du 11 novembre 2013, Catherine Amadou a répondu aux assertions de Jean François Var. Les précisions apportées par ce communiqué révèlent de précieuses informations concernant la dispersion de la bibliothèque.
À la suite de la révélation de ce vol, le responsable de ce dernier a été écarté de l'obédience à laquelle il appartenait.
Le Grand Prieuré des Gaules, dans un communiqué en date 9 juillet 2013, le confirme en ces termes :
« À la demande du Grand Maître du Grand Prieuré des Gaules, le Grand Maître adjoint Henri M. a démissionné de toutes ses fonctions au sein du GPDG et de son appartenance au GPDG ».

## Publications
- 1946 - Louis-Claude de Saint-Martin et le martinisme. Introduction à l'étude de la vie, de l'Ordre et de la doctrine du Philosophe Inconnu, Le Griffon d’Or
- 1950 - L’Occultisme, esquisse d’un monde vivant, Julliard
- 1950 - Anthologie littéraire de l'occultisme (avec Robert Kanters), Julliard
- 1951 - Éloge de la lâcheté, Julliard
- 1953 - Raymond Lulle et l’alchimie, Le Cercle du Livre
- 1953 - La Poudre de sympathie, un chapitre de la médecine magnétique, Ed. Gérard Nizet, 1953
- 1954 - La science et le paranormal - 1er colloque international de parapsychologie, numéro double de la Revue Métapsychique de l’IMI
- 1954 - La parapsychologie, Denoël
- 1956 - La Parapsychologie et le colloque de Royaumont - La Tour Saint-Jacques, numéro 6-7
- 1957 - Les Grands Médiums, Denoël
- 1958 - La Télépathie, Grasset
- 1959 - Introduction de Les Fantômes du Trianon de C.A.E. Moberly et E.F. Jourdain, Ed. du Rocher
- 1962 - Co-auteur avec Alice Joli de: De l'Agent inconnu au philosophe inconnu, coll. Essais, Denoël
- 1969 - Trésor martiniste, Éditions traditionnelles
- 1971 - Franz Anton Mesmer Le Magnétisme animal, œuvres publiées par Robert Amadou, Payot
- 1978 - Le Feu du Soleil, Entretien sur l'Alchimie avec Eugène Canseliet, Éditions Pauvert
- 1980 - Collabore jusqu'à la fin de sa vie à la revue Question De, dirigée par Marc de Smedt
- 1982 - Gurdjieff et le soufisme, Revue Question De, no 50[11]
- 1987 - Occident, Orient, parcours d’une tradition, Cariscript
- 1989 - Illuminisme et contre-illuminisme au XVIIIe siècle, Cariscript
- 1991 - Le soufisme même, Ed. Caractères